# Masters de Miami 1991
El Abierto de Miami 1991 (también conocido como 1991 Lipton International Players Championships por razones de patrocinio) fue un torneo de tenis jugado sobre pista dura. Fue la edición número 7 de este torneo. El torneo masculino formó parte de los Super 9 en la ATP. Se celebró entre el 11 de marzo y el 25 de marzo de 1991.

## Campeones

### Individuales Masculino
Jim Courier vence a  David Wheaton, 4–6, 6–3, 6–4

### Individuales Femenino
Monica Seles vence a  Gabriela Sabatini,  6–3, 7–5

### Dobles Masculino
Wayne Ferreira /  Piet Norval vencen a  Ken Flach /  Robert Seguso, 5–7, 7–6, 6–2

### Dobles Femenino
Mary Joe Fernandez /  Zina Garrison vencen a  Gigi Fernández /  Jana Novotná, 7–5, 6–2